# NGC 6090
NGC 6090 je skupina dviju međudjelujućih spiralnih galaktika koje se spajaju u zviježđu Zmaju. Jezgre dviju galaktika udaljene su međusobno 10 tisuća svjetlosnih godina jedna od druge, što znači da je spajanje u srednjoj fazi. Dva široka "repa" nastala od galaktičkog materijala izbačenog tijekom spajanja, nastala su izvan glavnih galaktika. Novonastale zvijezde može se vidjeti u područjima preklapanja.

## Vanjske poveznice
- (engl.) SEDS: NGC 6090
- (engl.) Hartmut Frommert: Revidirani Novi opći katalog
- (engl.) Izvangalaktička baza podataka NASA-e i IPAC-a
- (engl.) Astronomska baza podataka SIMBAD
- (engl.) VizieR
- (engl.) Auke Slotegraaf: NGC 6090 Deep Sky Observer's Companion
- (engl.) NGC 6090  Arhivirana inačica izvorne stranice od 18. veljače 2015. (Wayback Machine) DSO-tražilica
- (engl.) Courtney Seligman: Objekti Novog općeg kataloga: NGC 6050 - 6099